# Lobetti (cognome)
Lobetti è un cognome di lingua italiana.

## Varianti
Il cognome non presenta varianti.

## Origine e diffusione
Cognome tipicamente settentrionale, è presente prevalentemente in Piemonte.
Potrebbe derivare dal cognome francese Loubet, risultando quindi affine al cognome Lupi.

## Persone
- Michele Amatore Lobetti – vescovo cattolico italiano
- Pio Lobetti Bodoni – ammiraglio italiano